# البطولة الوطنية التونسية 1964–65
الدوري التونسي لكرة القدم 1964-1965 هو الموسم رقم 10 من الرابطة التونسية المحترفة الأولى لكرة القدم. أفضل 16 ناديا تونسيا يلعبون فيما بينهم ذهابا وإيابا.

فاز بهذا الموسم الملعب التونسي، وجاء ثانيا النادي الأفريقي وثالثا النجم الرياضي الساحلي.